# Lophospermum erubescens
Lophospermum erubescens là một loài thực vật có hoa trong họ Mã đề. Loài này được D.Don mô tả khoa học đầu tiên năm 1830.

## Hình ảnh

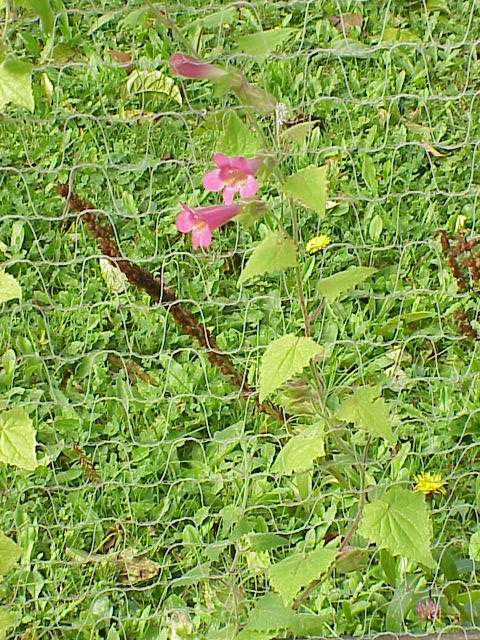
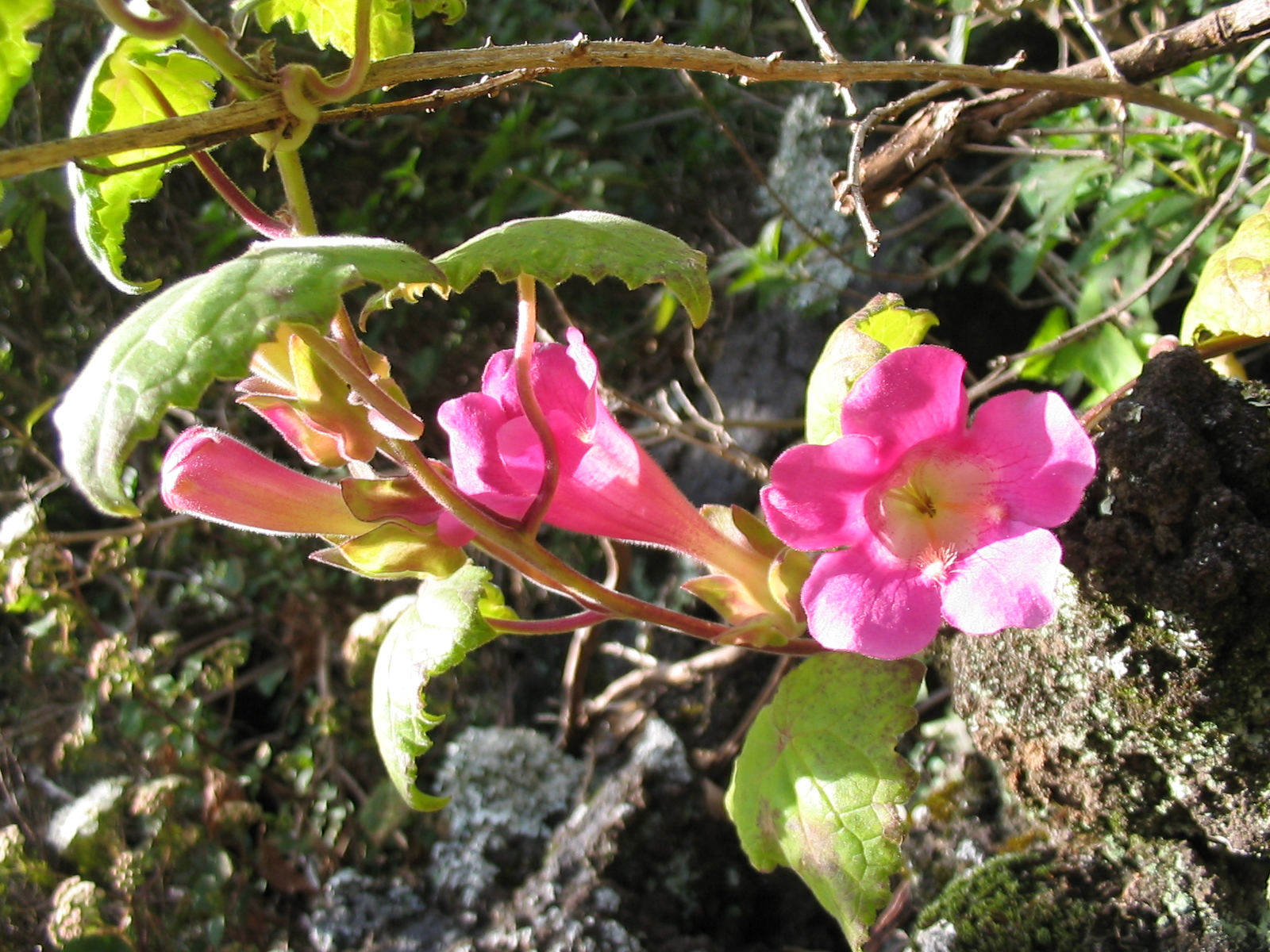
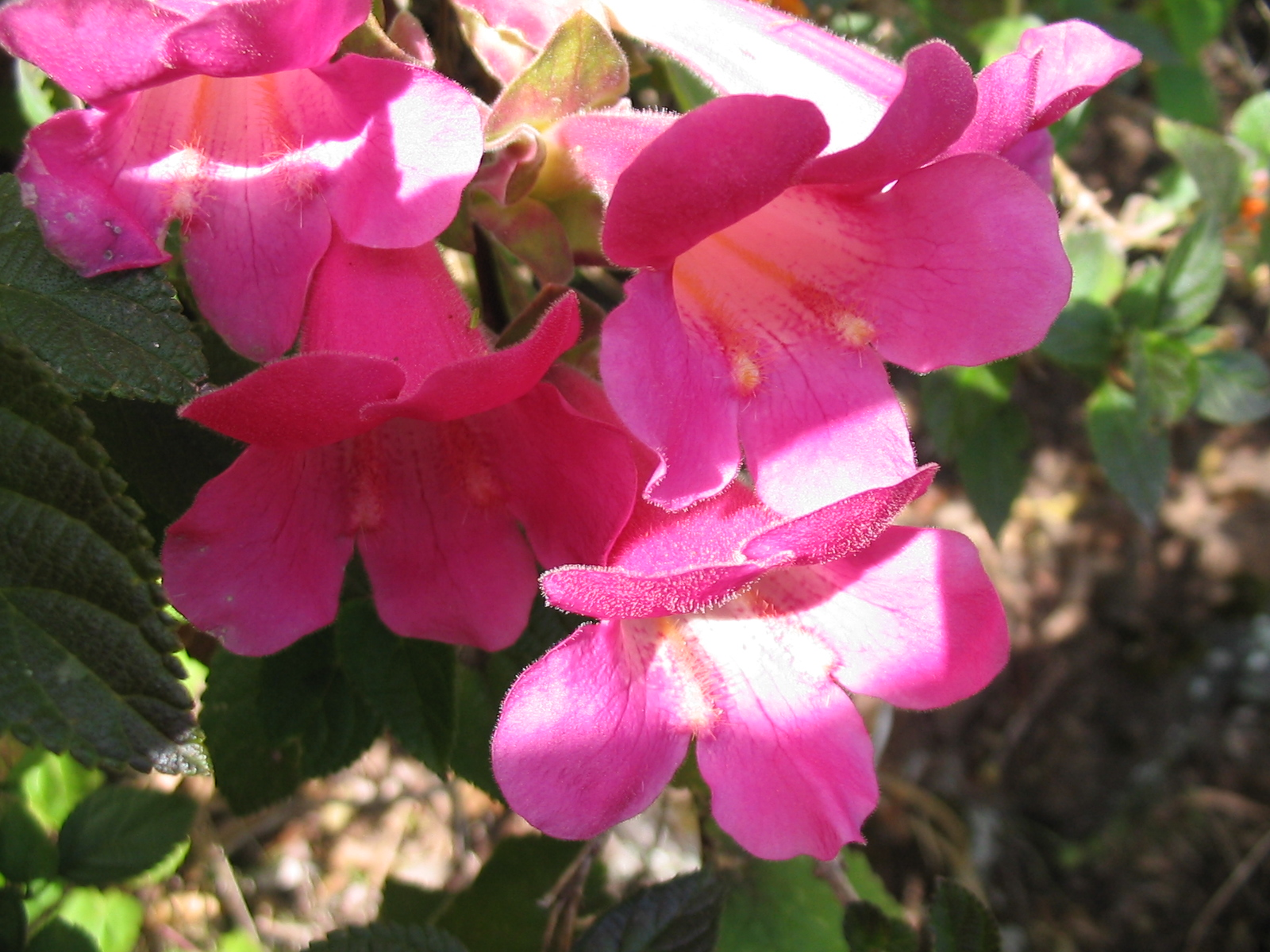
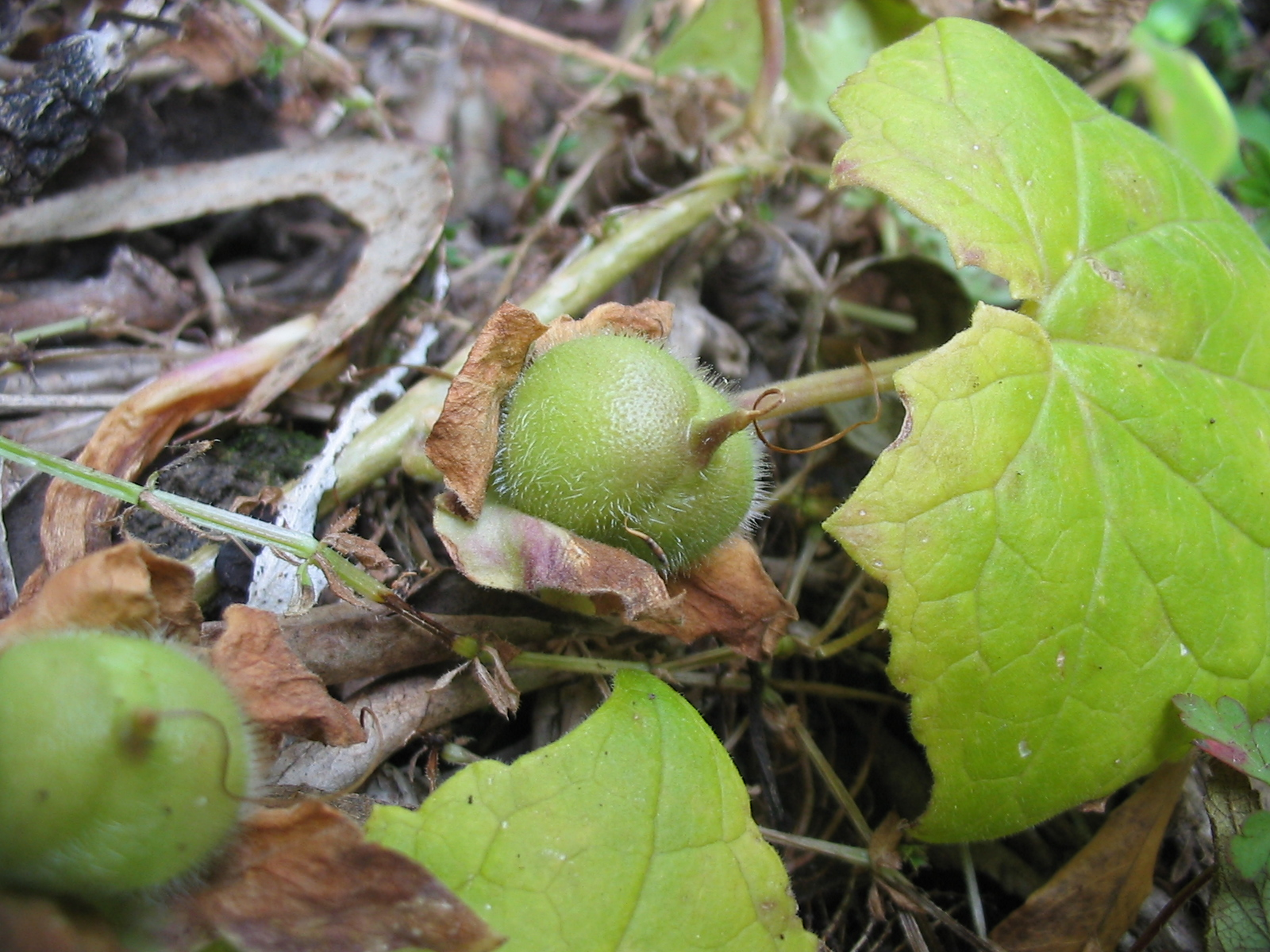